# Седерчепінг
Седерчепінг (швед. Söderköping) — містечко (tätort, міське поселення) на Півдні Швеції в лені  Естерйотланд. Адміністративний центр комуни Седерчепінг.

## Географія
Містечко знаходиться у східній частині лена  Естерйотланд за 200 км на південний захід від Стокгольма.

## Історія
Місто виникло на початку ХІІІ століття. Привілеї стародавнього міста Седерчепінга підтверджено в 1513 році та ще кілька разів пізніше.
У 1595 році герцог Карл набув посаду регента від ріксдагу, який засідав у Седерчепінзі.

## Герб міста
Від XV століття місто Седерчепінг використовувало власний герб: У синьому полі три срібні перев'язи справа, між якими 8 золотих шестипроменевих зірок — 1:3:3:1. Сюжет герба походить з міської печатки 1430-х років. Отримав королівське затвердження 1946 року. 
Після адміністративно-територіальної реформи, проведеної в Швеції на початку 1970-х років, муніципальні герби стали використовуватися лишень комунами. Цей герб був 1971 року перебраний для нової комуни Седерчепінг. 

## Населення
Населення становить 7 611 мешканців (2018). 

## Економіка
Седерчепінг знаходиться у східному кінці Йота-каналу. Цей судноплавний 390-кілометровий канал було відкрито у 1832 році, щоб з'єднати Гетеборг з Балтійським морем внутрішнім водним шляхом.

## Спорт
У поселенні базується футбольний клуб Седерчепінг ІК.

## Галерея

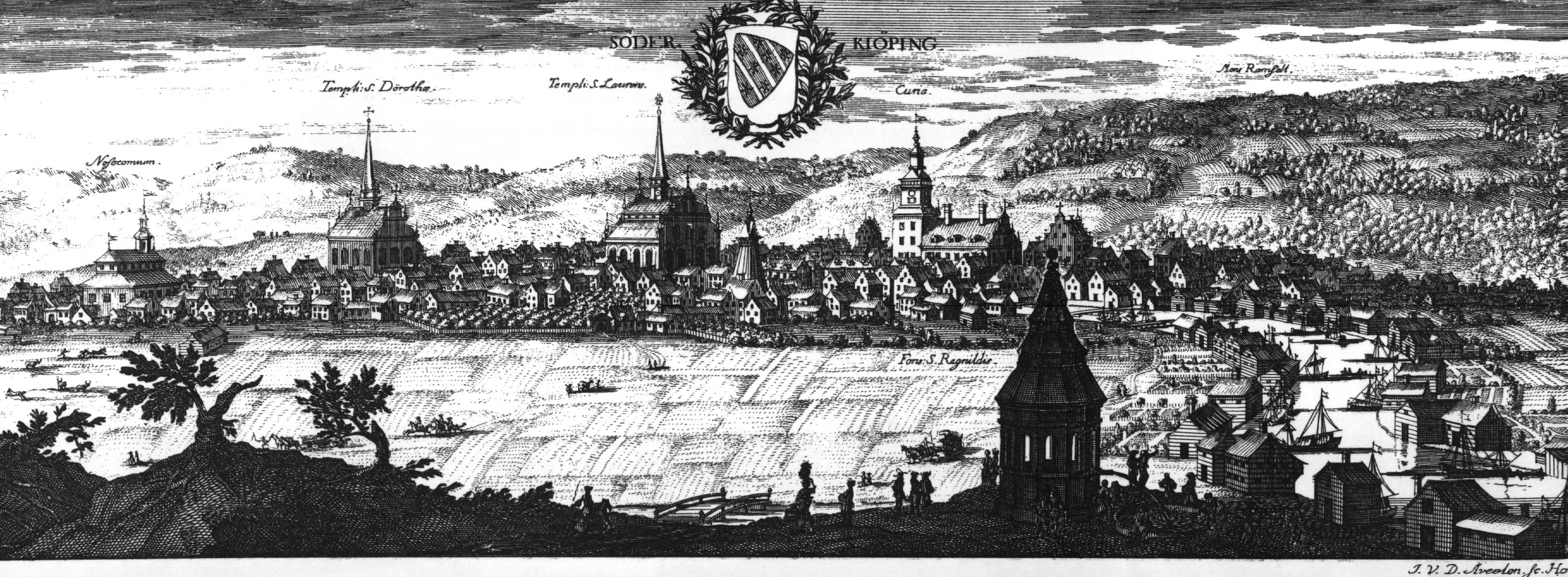
Гравюра з панорамою міста Седерчепінг (близько 1700 р.)

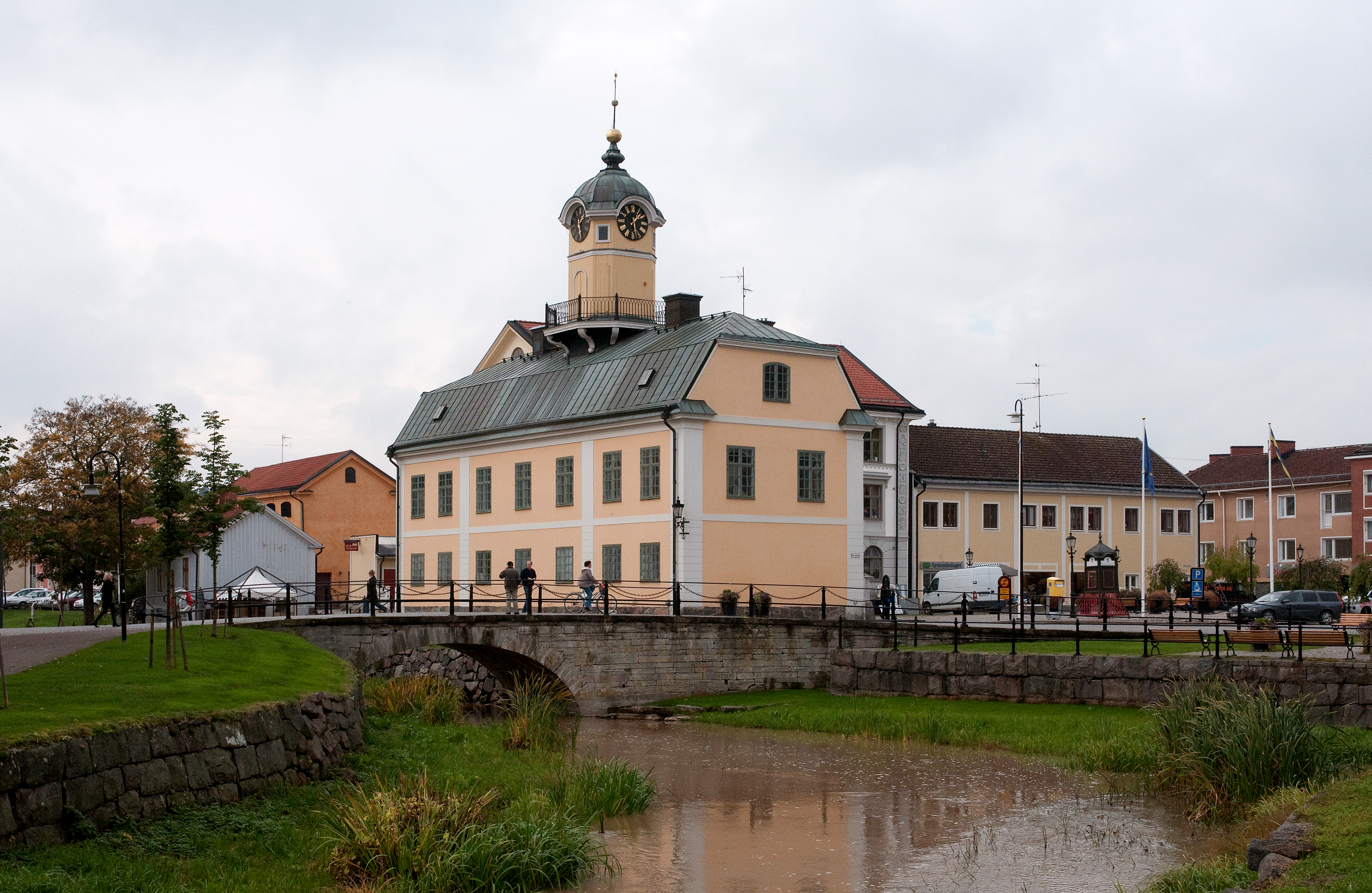
Ратуша
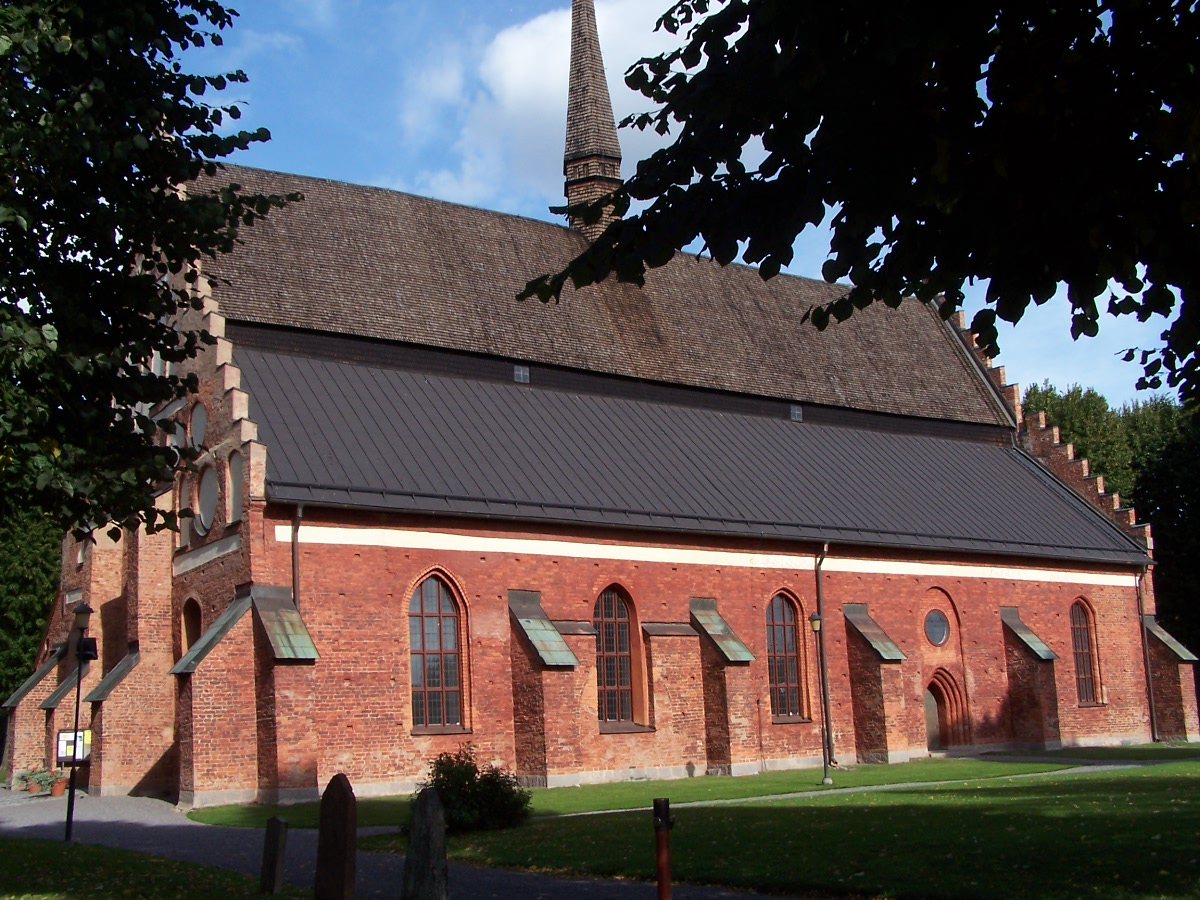
Церква
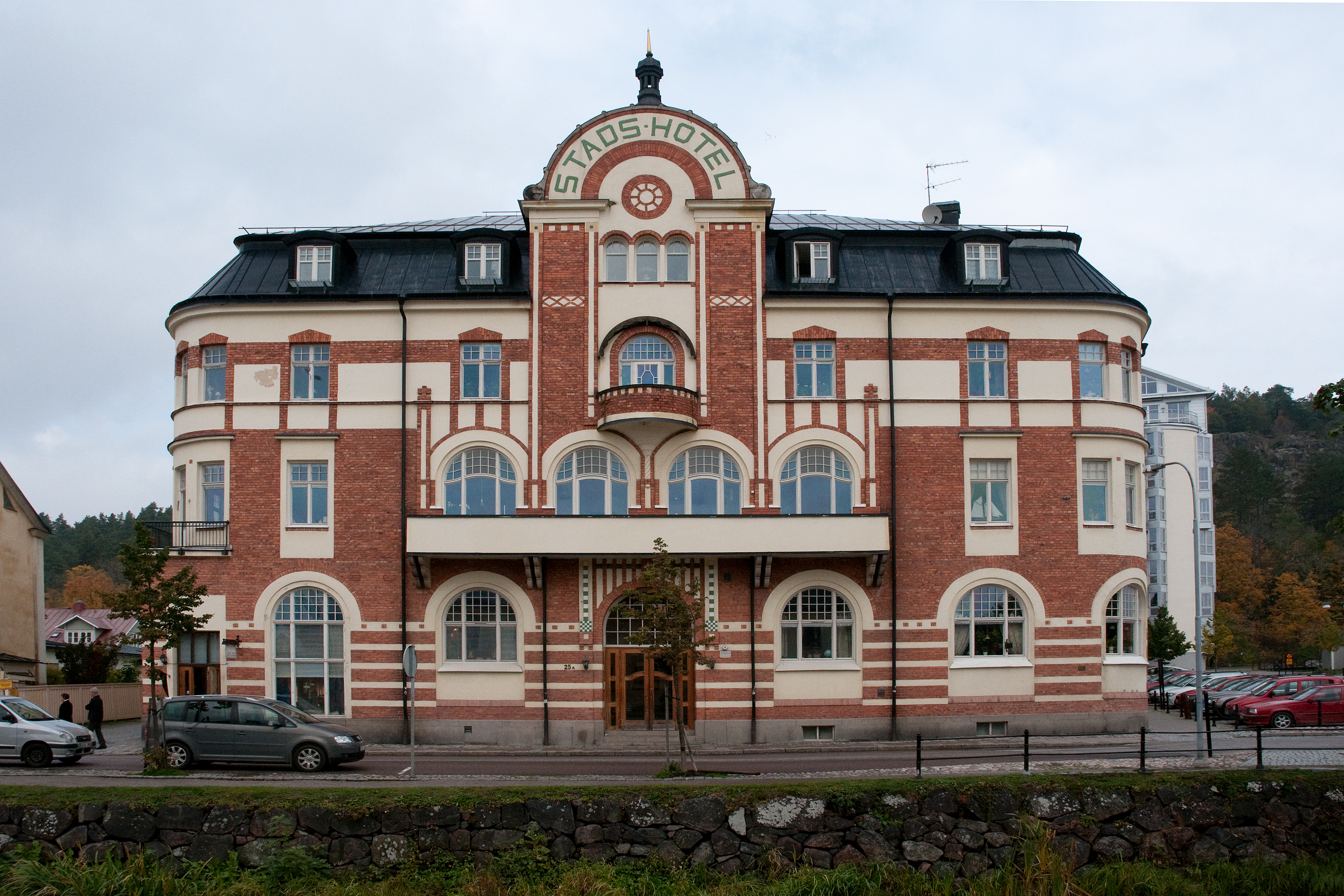
Готель
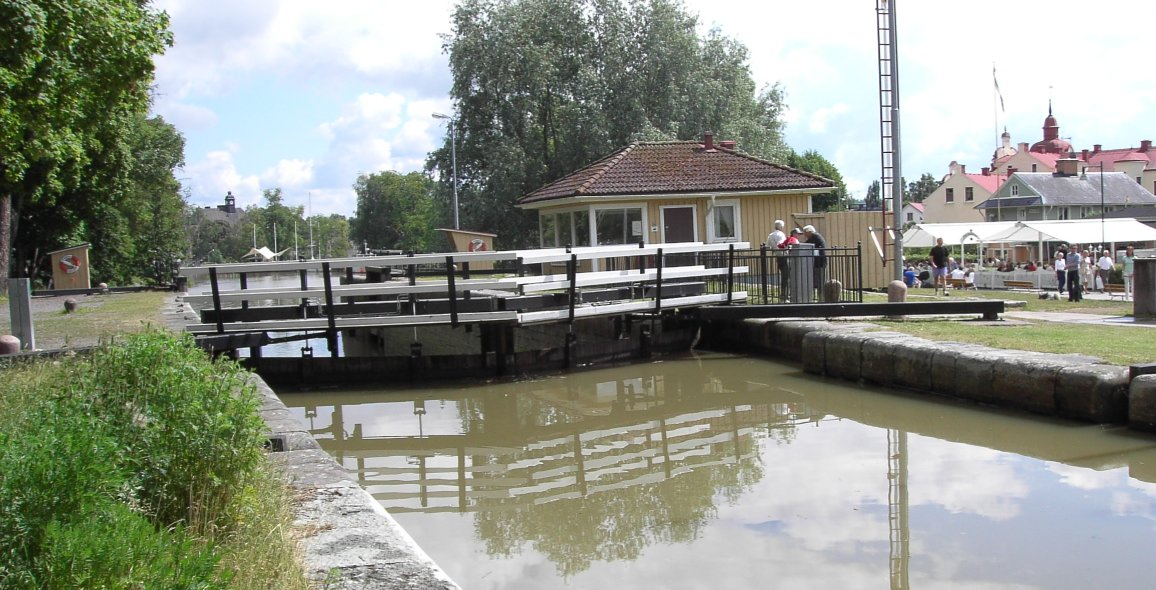
Шлюз на Йота-каналі

## Покликання
- Сайт комуни Седерчепінг